# Otto Meissner
Otto Eduard Lebrecht Daniel Meißner (13. marts 1880 – 27. maj 1953) var en tysk advokat, embedsmand og partiløs politiker. Under Weimarrepublikken var han statssekretær og leder af rigspræsidentens kontor og fortsatte som leder af af det i den nationalsocialistiske periode fra 1937 med rang af føderal minister.
Han var søn af en embedsmand. Meißner studerede jura i Strasbourg fra 1898 til 1903 og senere i Berlin. Mellem 1915 og 1917 deltog han i den første verdenskrig.